# Pachysticus adlbaueri
Pachysticus adlbaueri là một loài bọ cánh cứng trong họ Cerambycidae.